# 摂州灘酒家興業会社
摂州灘酒家興業会社（せっしゅうなだしゅかこうぎょうかいしゃ）は、神戸・灘五郷の酒造家らが中心となって1888年（明治21年）に設立した海運会社である。

## 概況

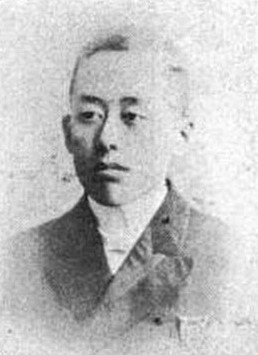
辰馬半右衛門15代目

1888年（明治21年）、当時清酒の輸送に進出していた日本郵船に対抗して、灘五郷の酒造家若林茂左衛門や河東利助、小綱与八郎、牧野惟雄、岡崎藤吉らが発起人となり、資本金20万円で設立、主に東京への地酒の輸送に当たった。翌1889年（明治22年）、社名を「摂州灘興業株式会社」と改め、1892年（明治25年）には、国内のみならず中国航路にも進出して大豆や豆粕の輸送にも従事した。
更には1897年（明治30年）、同じく灘五郷の酒造家辰馬家を中心とした「盛航株式会社」に吸収合併されて「摂津航業株式会社」となり、1902年（明治35年）には辰馬半右衛門が会社を譲り受け、「株式会社辰馬商会」となった。これが第一次世界大戦直前に更に辰馬本家の辰馬吉左衛門に譲渡されて、1916年（大正5年）12月に「辰馬汽船」となり、神戸の地方財閥である辰馬財閥の中核企業となっていく。

## 摂津航業役員

### 『日本全国諸会社役員録 明治35年』
- 社長・磯辺包義[3]
- 専務取締役・辰栄之介[3]
- 取締役・辰馬半右衛門、辰馬保蔵[3]
- 監査役・辰馬半左衛門、渡邊徹[3]

### 『日本全国諸会社役員録 明治36年』
- 取締役・辰馬半右衛門、辰馬烈叟、辰馬保蔵[4]
- 監査役・辰馬半左衛門、渡邊徹[4]